# Andreaw Gravillon
Andreaw Rayan Gravillon (Pointe-à-Pitre, Guadalupe, 8 de febrero de 1998) es un futbolista guadalupano que juega como defensa central en el Adana Demirspor de la Superliga de Turquía.

## Trayectoria

### Benevento Calcio
El 1 de julio de 2017 fichó por el Benevento Calcio por un contrato de cuatro años. El 24 de septiembre de realizó su debut profesional contra el F. C. Crotone, disputando 63 minutos en la derrota 2-0.

### Delfino Pescara 1936
El 17 de enero de 2018 fichó con el Delfino Pescara 1936. Su debut fue dado el 10 de febrero contra el US Salernitana 1919, disputando la totalidad de minutos en la victoria 1-0.

### Inter de Milán y préstamos
El 29 de enero de 2019 fue fichado por el Inter de Milán, para después ser cedido al Delfino Pescara 1936 por el resto de la temporada de 2018-19. Gravillon fue cedido a otros clubes como: US Sassuolo, Ascoli Calcio 1898 FC, F. C. Lorient, Stade de Reims, terminando su relación con el cuadro italiano en el 2022, tras ser comprada su ficha por el Stade de Reims.

### Stade de Reims
El 13 de julio de 2021, fichó por el Stade de Reims para la temporada 2021-22.
El 22 de diciembre de 2021, Gravillon realizó su 17° aparición en el empate 1-1 contra el Olympique de Marsella, activando la cláusula de obligación de compra y firmando un contrato indefinido con el Stade de Reims hasta junio de 2025,s según confirmó el presidente del club Jean-Pierre Caillot el 26 de diciembre de 2021.

### Torino F. C.
El 31 de enero de 2023, Gravillon se unió al Torino F. C. con opción de compra. El 10 de febrero debutó con el club ante el Calcio Milan, disputando diez minutos en la derrota 0-1.

### Adana Demirspor
El 24 de julio de 2023, firmó un contrato de 3 años con el Adana Demirspor.

## Selección nacional
El 2 de junio de 2022, debutó con la selección de Guadalupe en la Liga de Naciones de la Concacaf 2022-23 contra Cuba, disputando la totalidad de minutos en la victoria 2-1.

#### Participaciones internacionales
| Evento                                  | Sede                    | Resultado      | Partidos | Goles |
| --------------------------------------- | ----------------------- | -------------- | -------- | ----- |
| Liga de Naciones de la Concacaf 2022-23 | Concacaf                | Fase de grupos | 5        | 0     |
| Copa de Oro de la Concacaf 2023         | Estados Unidos · Canadá | Fase de grupos | 3        | 1     |
| Liga de Naciones de la Concacaf 2023-24 | Concacaf                | Fase de grupos | 4        | 0     |

## Estadísticas

### Clubes
Actualizado al último partido jugado el 4 de septiembre de 2023.
| Club                       | Div.          | Temporada     | Liga  | Liga  | Liga   | Copas nacionales | Copas nacionales | Copas nacionales | Copas internacionales | Copas internacionales | Copas internacionales | Total | Total | Total  |
| Club                       | Div.          | Temporada     | Part. | Goles | Asist. | Part.            | Goles            | Asist.           | Part.                 | Goles                 | Asist.                | Part. | Goles | Asist. |
| -------------------------- | ------------- | ------------- | ----- | ----- | ------ | ---------------- | ---------------- | ---------------- | --------------------- | --------------------- | --------------------- | ----- | ----- | ------ |
| Benevento Calcio · Italia  |               |               |       |       |        |                  |                  |                  |                       |                       |                       |       |       |        |
| 1.ª                        | 2017-18       | 2             | 0     | 0     | —      | —                | —                | —                | —                     | —                     | 2                     | 0     | 0     |        |
| Total club                 | Total club    | 2             | 0     | 0     | 0      | 0                | 0                | 0                | 0                     | 0                     | 2                     | 0     | 0     |        |
| Delfino Pescara · Italia   |               |               |       |       |        |                  |                  |                  |                       |                       |                       |       |       |        |
| 2.ª                        | 2017-18       | 9             | 0     | 0     | —      | —                | —                | —                | —                     | —                     | 9                     | 0     | 0     |        |
| 2.ª                        | 2018-19       | 29            | 2     | 0     | —      | —                | —                | —                | —                     | —                     | 29                    | 2     | 0     |        |
| Total club                 | Total club    | 38            | 2     | 0     | 0      | 0                | 0                | 0                | 0                     | 0                     | 38                    | 2     | 0     |        |
| U.S Sassuolo · Italia      |               |               |       |       |        |                  |                  |                  |                       |                       |                       |       |       |        |
| 1.ª                        | 2019-20       | 0             | 0     | 0     | 1      | 0                | 0                | —                | —                     | —                     | 1                     | 0     | 0     |        |
| Total club                 | Total club    | 0             | 0     | 0     | 1      | 0                | 0                | 0                | 0                     | 0                     | 1                     | 0     | 0     |        |
| Ascoli Calcio · Italia     |               |               |       |       |        |                  |                  |                  |                       |                       |                       |       |       |        |
| 2.ª                        | 2019-20       | 29            | 0     | 0     | —      | —                | —                | —                | —                     | —                     | 29                    | 0     | 0     |        |
| Total club                 | Total club    | 29            | 0     | 0     | 0      | 0                | 0                | 0                | 0                     | 0                     | 29                    | 0     | 0     |        |
| F. C. Lorient Francia      |               |               |       |       |        |                  |                  |                  |                       |                       |                       |       |       |        |
| 1.ª                        | 2020-21       | 26            | 1     | 2     | —      | —                | —                | —                | —                     | —                     | 26                    | 1     | 2     |        |
| Total club                 | Total club    | 26            | 1     | 2     | 0      | 0                | 0                | 0                | 0                     | 0                     | 26                    | 1     | 2     |        |
| Stade de Reims Francia     |               |               |       |       |        |                  |                  |                  |                       |                       |                       |       |       |        |
| 1.ª                        | 2021-22       | 26            | 0     | 0     | 1      | 0                | 0                | —                | —                     | —                     | 27                    | 0     | 0     |        |
| 1.ª                        | 2022-23       | 13            | 0     | 0     | 2      | 0                | 0                | —                | —                     | —                     | 15                    | 0     | 0     |        |
| Total club                 | Total club    | 39            | 0     | 0     | 3      | 0                | 0                | 0                | 0                     | 0                     | 42                    | 0     | 0     |        |
| Torino F. C. · Italia      |               |               |       |       |        |                  |                  |                  |                       |                       |                       |       |       |        |
| 1.ª                        | 2022-23       | 7             | 0     | 0     | —      | —                | —                | —                | —                     | —                     | 7                     | 0     | 0     |        |
| Total club                 | Total club    | 7             | 0     | 0     | 0      | 0                | 0                | 0                | 0                     | 0                     | 7                     | 0     | 0     |        |
| Adana Demirspor Turquía    |               |               |       |       |        |                  |                  |                  |                       |                       |                       |       |       |        |
| 1.ª                        | 2023-24       | 3             | 1     | 0     | 0      | 0                | 0                | 5                | 0                     | 0                     | 8                     | 1     | 0     |        |
| Total club                 | Total club    | 3             | 1     | 0     | 0      | 0                | 0                | 5                | 0                     | 0                     | 8                     | 1     | 0     |        |
| Total carrera              | Total carrera | Total carrera | 144   | 4     | 2      | 4                | 0                | 0                | 5                     | 0                     | 0                     | 153   | 4     | 2      |
| 1. 2. Fuente:Transfermarkt |               |               |       |       |        |                  |                  |                  |                       |                       |                       |       |       |        |

### Selección de Guadalupe
Actualizado al último partido jugado el 15 de octubre de 2023.
| Absoluta Guadalupe                                |    |   |   |   |   |   |    |   |   |
| 2022                                              | 4  | 0 | 0 | — | — | — | 4  | 0 | 0 |
| 2023                                              | 11 | 2 | 1 | — | — | — | 11 | 2 | 1 |
| Total                                             | 15 | 2 | 1 | 0 | 0 | 0 | 15 | 2 | 1 |
| 1. Fuente:Transfermarkt / National Football Teams |    |   |   |   |   |   |    |   |   |

### Goles internacionales
| N. | Fecha               | Sede                                              | Rival     | Gol | Resultado | Competición                                           |
| -- | ------------------- | ------------------------------------------------- | --------- | --- | --------- | ----------------------------------------------------- |
| 1. | 20 de junio de 2023 | Lockhart Stadium, Fort Lauderdale, Estados Unidos | Guyana    | 2–0 | 2–0       | Clasificación para la Copa de Oro de la Concacaf 2023 |
| 2. | 4 de julio de 2023  | Red Bull Arena, Harrison, Estados Unidos          | Guatemala | 1–0 | 2–3       | Copa de Oro de la Concacaf 2023                       |